# Ekspulsja
Ekspulsja (łac. expulsio) – wydalenie dyplomaty uznanego za persona non grata po upłynięciu wyznaczonego terminu opuszczenia kraju przyjmującego misję dyplomatyczną i utracie immunitetu dyplomatycznego.